# Fleshbot
Fleshbot es un weblog estadounidense orientado al sexo creado por Gawker Media en 2003. Los diversos temas publicados en la página incluyen una amplia gama de elementos y categorías, desde blogs comerciales, con tips con consejos o rankings, hasta entrevistas con actores y actrices de la industria, noticias sobre el sexo en la cultura popular y en la publicidad. Cubre las parcelas del erotismo heterosexual y homosexual, así como transexual.
Fleshbot fue editado previamente por Lux Alptraum, propietario de este sitio hasta 2012. En febrero de 2014, Fleshbot fue adquirida por SK Intertainment, quedando Alptraum como editor.
Entre 2009 y 2011, organizó sus particulares premios en los que celebraba lo mejor de la industria del sexo. No obstante, dichos galardones fueron suspendidos durante varios años, hasta que fueron recuperados en 2019.

## Premios y nominaciones
| Año  | Ceremonia             | Resultado | Premio                                |
| ---- | --------------------- | --------- | ------------------------------------- |
| 2011 | Cybersocket Web       | Nominado  | Mejor pornoblog (temática homosexual) |
| 2012 | Grabby Erotica Awards | Nominado  | Mejor pornoblog                       |
| 2012 | Premios XBIZ          | Nominado  | Sitio porno del año                   |
| 2013 | Premios XBIZ          | Nominado  | Sitio porno del año - Fans            |
| 2014 | Premios XBIZ          | Nominado  | Sitio porno del año - Fans            |
| 2015 | Premios XBIZ          | Nominado  | Sitio porno del año                   |
| 2016 | Altporn Awards        | Nominado  | Mejor sitio web gratuito              |
| 2016 | Cybersocket Web       | Nominado  | Mejor pornoblog (temática homosexual) |
| 2016 | Premios AVN           | Nominado  | Mejor sitio web alternativo           |
| 2016 | Premios XBIZ          | Nominado  | Sitio porno del año - Fans            |
| 2017 | Altporn Awards        | Ganador   | Mejor sitio web gratuito              |
| 2017 | Premios XBIZ          | Nominado  | Sitio porno del año - Fans            |
| 2018 | Altporn Awards        | Nominado  | Mejor sitio web gratuito              |
| 2018 | Premios XBIZ          | Nominado  | Sitio porno del año - Fans            |
| 2019 | Altporn Awards        | Ganador   | Mejor sitio web gratuito              |
| 2019 | Cybersocket Web       | Ganador   | Mejor pornoblog (temática homosexual) |
| 2019 | Premios XBIZ          | Nominado  | Sitio porno del año - Fans            |